# Wahlen zur Nationalversammlung des Senegal 2012
Die Wahlen zur Nationalversammlung des Senegal 2012 fanden am 1. Juli 2012 im westafrikanischen Staat Senegal statt. Die absolute Mehrheit der Stimmen und eine Zweidrittelmehrheit der Sitze gingen dabei an die Partei APR-Yaakaar ("In Hoffnung vereint"), deren Präsidentschaftskandidat Macky Sall aus der Präsidentschaftswahl 2012 bereits siegreich hervorgegangen war. Zweitstärkste Partei wurde die Parti Démocratique Sénégalais des langjährigen Präsidenten Abdoulaye Wade mit nur 15 % der abgegebenen Stimmen – 2007 hatte sie als Teil der sogenannten Sopi Koalition noch mehr als 60 % der Stimmen errungen.

## Wahlrecht
Die Zusammensetzung der senegalesischen Nationalversammlung wird durch eine Mischung aus Verhältnis- und Mehrheitswahlrecht bestimmt: 60 der 150 Sitze werden proportional zu den landesweiten Stimmen vergeben, die übrigen durch Mehrheitsentscheid in  den 90 Wahlbezirken. Eine Wahlrechtsänderung von 2010 legte zudem fest, dass Frauen 50 % der Kandidaten auf jeder Parteienliste stellen müssen. 64 Frauen errangen dann tatsächlich einen Sitz in der Nationalversammlung.
Mit der Filmemacherin Laurence Gavron stellte sich auch erstmals eine Frau europäischer Abstammung im Senegal zur Wahl.

## Ergebnisse
Von den 25 zur Wahl angetretenen Parteien konnten nur sechs Parteien mehr als zwei Prozent der Stimmen erringen, nur die beiden größten kamen auf eine zweistellige Prozentzahl der Stimmen. Nach der Konstituierung der 12. Nationalversammlung wählten die Abgeordneten Moustapha Niasse zum Präsidenten.
- APR-Yaakaar: 119
- Parti Démocratique Sénégalais: 12
- Bokk Gis Gis: 4
- Bürgerbewegung für nationale Reformen: 4
- Republikanische Bewegung für Sozialismus und Demokratie: 2
- Partei für Wahrheit und Entwicklung: 2
- Sonst.: 7

| Partei                                                    | Stimmen   | %     | Sitze |
| --------------------------------------------------------- | --------- | ----- | ----- |
| APR-Yaakaar                                               | 1 040 899 | 53,06 | 119   |
| Parti Démocratique Sénégalais                             | 298 846   | 15,23 | 12    |
| Bokk Gis Gis                                              | 143 180   | 7,30  | 4     |
| Bürgerbewegung für nationale Reformen                     | 113 321   | 5,78  | 4     |
| Republikanische Bewegung für Sozialismus und Demokratie   | 70 655    | 3,60  | 2     |
| Partei für Wahrheit und Entwicklung                       | 48 553    | 2,47  | 2     |
| Union für demokratische Erneuerung                        | 21 964    | 1,12  | 1     |
| Senegalesische Patriotische Bewegung                      | 21 868    | 1,11  | 1     |
| Patriotische Versammlung für Gerechtigkeit und Gleichheit | 20 762    | 1,06  | 1     |
| Partei für das Sichtbarwerden der Bürger                  | 20 671    | 1,05  | 1     |
| Deggo Souxali Transport ak Commerce                       | 18 859    | 0,96  | 1     |
| Leeral Koalition                                          | 17 791    | 0,91  | 1     |
| And Jëf/PADS                                              | 15 889    | 0,81  | 1     |
| Demokratische Allianz                                     | 14 841    | 0,76  | 0     |
| And Taxawal Askan Wi Koalition                            | 12 922    | 0,47  | 0     |
| Wallu Askan Senegal Koalition                             | 12 044    | 0,61  | 0     |
| Versammlung der Ökologen des Senegal                      | 11 783    | 0,60  | 0     |
| Salam Koalition                                           | 10 855    | 0,55  | 0     |
| Authentische Sozialistische Partei                        | 9 577     | 0,49  | 0     |
| Lii Dal Na Xel Koalition                                  | 9 216     | 0,47  | 0     |
| Taxawu Askan Wi Partei                                    | 8 107     | 0,41  | 0     |
| Synergie für Fortschritt und Demokratie                   | 7 326     | 0,37  | 0     |
| Vereinigte Koalition des Volkes                           | 6 717     | 0,34  | 0     |
| Bürgerdemokratie                                          | 5 130     | 0,26  | 0     |
| Ungültige Stimmen                                         | 7 076     | –     | –     |
| Total                                                     | 1 968 852 | 100   | 150   |
| Registrierte Wähler/Wahlbeteiligung                       | 5 368 783 | 36,67 | –     |
| Quelle: African Elections Database                        |           |       |       |